# ヴェステンドルフ (アルゴイ)
ヴェステンドルフ (ドイツ語: Westendorf) は、ドイツ連邦共和国バイエルン州シュヴァーベン行政管区のオストアルゴイ郡に属す町村（以下、本項では便宜上「町」と記述する）であり、ヴェステンドルフ行政共同体の本部所在地である。

## 地理
ヴェステンドルフはアルゴイ地方に位置する。オストアルゴイ郡北部、カウフボイレンの東約11kmに位置する町で、デージンゲン集落とヴェステンドルフ集落からなる。

### 自治体の構成
この町は、公式には3つの地区 (Ort) からなる。このうち小集落や孤立農場などを除く集落を以下に列記する。
- デジンゲン
- ヴェステンドルフ

## 歴史
ヴェステンドルフは帝国自由都市カウフボイレンに属した。1803年の帝国代表者会議主要決議以降はバイエルンに属した。

### 人口推移
- 1970年 1,038人
- 1987年 1,389人
- 2000年 1,774人

## 行政
町長はフリッツ・オーバーマイアー (Vereinigte Wgr./Überp.Wgr.Dös.) である。

### 紋章
図柄: 金地に、中に3つの金の球を描いた斜め黒帯。帯の両側に6つの突起がある赤い星。

## 経済と社会資本

### 教育
- 国民学校 1校

## 引用
1. ↑  https://www.statistikdaten.bayern.de/genesis/online?operation=result&code=12411-003r&leerzeilen=false&language=de Genesis-Online-Datenbank des Bayerischen Landesamtes für Statistik Tabelle 12411-003r Fortschreibung des Bevölkerungsstandes: Gemeinden, Stichtag (Einwohnerzahlen auf Grundlage des Zensus 2011)
2. ↑  Bayerische Landesbibliothek Online